# Christian Volpi
Pour les articles homonymes, voir Volpi.
Christian Volpi (né le 26 mai 1965 à Bourgoin-Jallieu) est un joueur français de water-polo et un nageur professionnel en activité dans les années 1980/90.
Joueur du Cercle des nageurs de Nice, il fait partie de l'équipe de France participant au tournoi des Jeux olympiques d'été de 1988 à Séoul qui termine à la 10e place.
Christian Volpi a arrêté sa passion pour se consacrer à ses 4 enfants, maintenant devenus adultes.